# Philippe Dautzenberg
Philippe Dautzenberg (* 20. Dezember 1849 in Brüssel; † 9. Mai 1935 in Paris) war ein belgischer Malakologe.

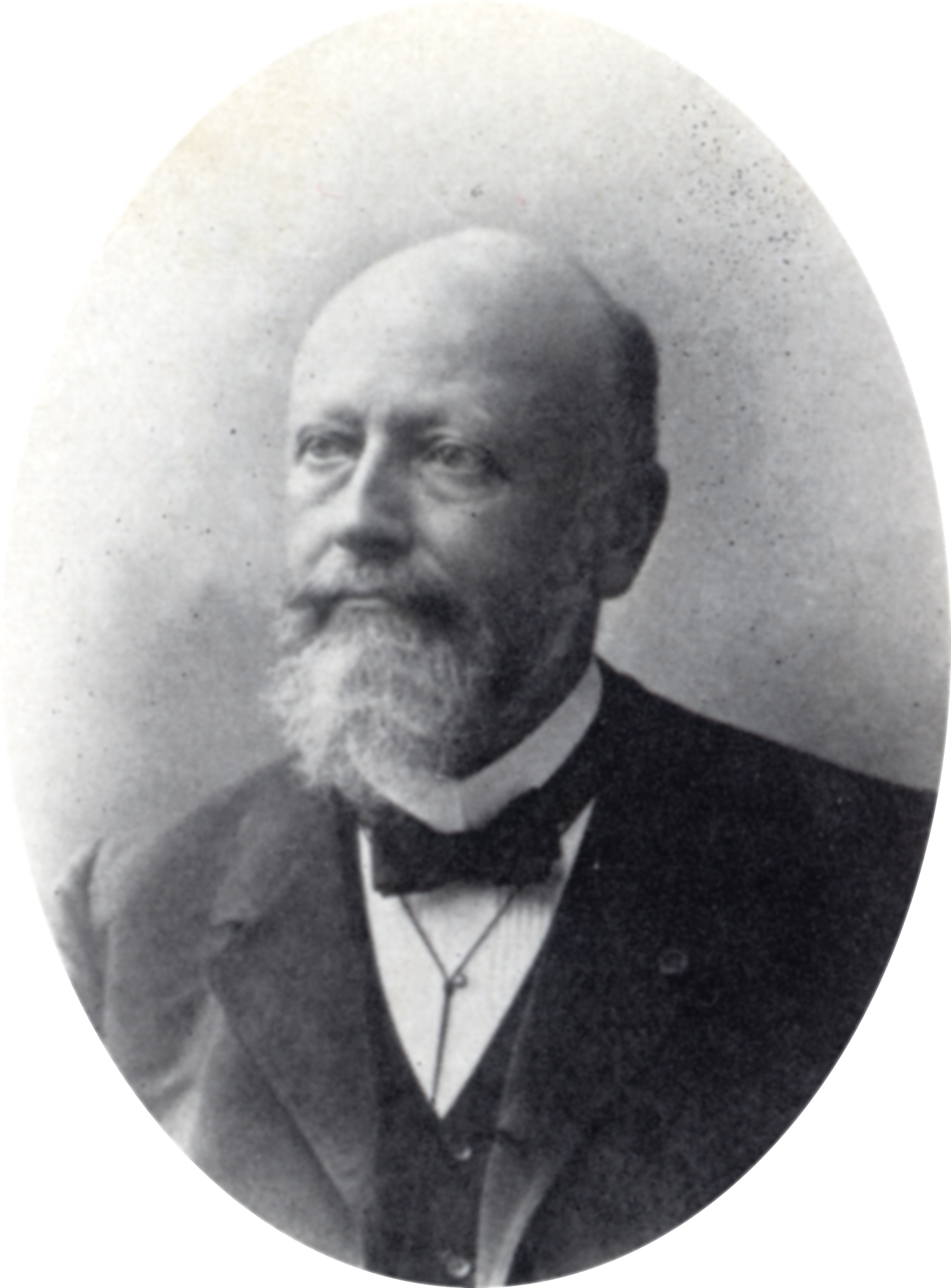
Philippe Dautzenberg

## Leben
Er war der Sohn des flämischen Dichters Johan Michiel Dautzenberg (1808–1869) und besuchte das Königliche Athenaeum in Brüssel. 1867 ging er nach Paris um in der Teppichfabrik Demy-Doineau et Braquenié zu lernen, die Freunden seines Vaters gehörte. Dort heiratete er 1872 ein.  Durch die Teppichfabrik wohlhabend geworden, sammelte er leidenschaftlich Muscheln und Schnecken, befasste sich aber auch wissenschaftlich mit ihnen und ihrer Taxonomie und veröffentlichte rund 210 wissenschaftliche Abhandlungen.
Seine malakologische Sammlung umfasste 1929  4,5 Millionen Exemplare von 40.000 Arten (31600 rezente und 7000 fossile). Er vermachte sie dem Museum für Naturwissenschaften in Brüssel (zusammen mit seiner malakologischen Bibliothek von rund 8000 Werken, darunter einmalige historische Exemplare), wo sie einen wesentlichen Teil der heute 9 Millionen Exemplare in der drittgrößten malakologischen Sammlung der Welt bildet.
Er bestimmte auch Mollusken, die Albert I. von Monaco auf seinen ozeanographischen Expeditionen gesammelt hatte, und veröffentlichte dies 1912. Insgesamt beschrieb er 1895 neue Taxa.
1892 wurde er Präsident der französischen zoologischen Gesellschaft. 1903 bis 1904 war er Vorsitzender der Société royale zoologique et malacologique de Belgique. Er war Kommandeur des Leopold-Ordens und Ritter der Ehrenlegion.

## Schriften
- Contribution à la faune malacologique des Îles Açores 1889
- Contribution à l'étude de la faune de Madagascar: Mollusca marina testacea, in: La Faune des colonies françaises, III (fascicule 4) 1929
- Atlas de poche des coquilles des côtes de France (Manche, Océan, Méditerranée) communes, pittoresques ou comestibles, Paris: P. Klincksieck 1897
- mit H. Fischer: Contribution à la faune malacologique de l'Indo-Chine, 1906
- Mollusques et brachiopodes 1910
- mit Arthur René Jean Baptiste Bavay: Pectinidés, 1912